# مينيفال (باد كاليه)
مينيفال، باد كاليه (بالفرنسية: Menneville, Pas-de-Calais)‏ هي بلدية تقع في إقليم باد كاليه من منطقة نور با دو كاليه في شمال فرنسا. تبلغ مساحة هذه المدينة 5.27 (كم²)، وترتفع عن سطح البحر 78 م، يبلغ عدد سكانها 681 نسمة حسب إحصاء المعهد الوطني للإحصاء والدراسات الاقتصادية سنة 2006 م. وترأس ميشيل فورنير البلدية خلال فترة (2008-2014).